# Reichsvollkornbrotausschuss

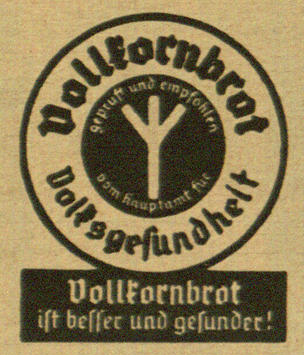
Gütezeichen für Vollkornbrot nach den Richtlinien des RVBA, 1942

Der Reichsvollkornbrotausschuss (RVBA) war eine 1939 geschaffene Institution im NS-Staat, die sich für die Erhöhung der Produktion und des Verzehrs von Vollkornbrot einsetzte. Der Ausschuss stand unter der Leitung des Mediziners Franz Wirz, der im Jahr 1940 das Ziel des RVBA dahingehend formulierte, „die Vollkornbrotfrage ihrer endlichen Lösung zuzuführen“.

## Hintergrund
Nach der Machtübernahme im Jahr 1933 befassten sich die Nationalsozialisten mit einer Vielzahl an gesundheitspolitischen Themen: Großangelegte Kampagnen gegen Alkoholismus und Tabakkonsum wurden in die Wege geleitet, der übermäßige Verzehr von Süßwaren angeprangert, Bewegung und Sport auf allen Ebenen gefördert. Dahinter stand die nationalsozialistische Vorstellung, der „Volkskörper“ müsse gestärkt werden, um größere Arbeitsleistung, höhere Fruchtbarkeit (auch im Sinne der Eugenik) und eine höhere Kampfkraft im Krieg zu erzielen. Führende Anhänger der Blut-und-Boden-Ideologie wie Walther Darré wollten die „undeutsche“ städtische Lebens- und Ernährungsweise durch eine „arteigene“ Nahrung ersetzen. Diesem Zweck dienten neben dem Reichsvollkornbrotausschuss auch andere Institutionen wie etwa die 1939 von dem Reichsärzteführer Gerhard Wagner geschaffene und beim Hauptamt für Volksgesundheit der NSDAP angesiedelte Reichsarbeitsgemeinschaft Ernährung aus dem Wald und 1937 das Institut für Kochwissenschaften und die Reichsarbeitsgemeinschaft für Volksernährung.
Die Förderung des Vollkornbrotes hatte auch eine wirtschaftspolitische Dimension: Der akute Mangel an Devisen und das Streben der NS-Führung nach wirtschaftlicher Autarkie führten zum Wunsch, den Verbrauch importierter Fette (vor allem pflanzlicher Öle) planmäßig zurückzudrängen. Damit verbunden war notwendigerweise eine Änderung der Ernährungsgewohnheiten: So sollte der Konsum von Rindfleisch, Speck, Butter und Schmalz verringert werden, um die gesamtwirtschaftliche „Fettlücke“ zu schließen. Gefördert werden sollte hingegen der Verzehr von (Vollkorn-)Brot, Kartoffeln und Haferflocken.

## Gründung und Aufbau
Die Lebensreform-Bewegung war bereits ab Ende der 1920er-Jahre nachdrücklich für das Vollkornbrot eingetreten, der Leiter des RVBA, Franz Wirz, war maßgeblich von ihren Ideen beeinflusst worden. Wirz war führender Mitarbeiter im Hauptamt für Volksgesundheit der NSDAP und ab 1938 – protegiert durch Martin Bormann – ordentlicher Professor an der Medizinischen Fakultät der Universität München. Ab 1936 trat Wirz als Proponent des Vollkornbrotes an die Öffentlichkeit und publizierte auch in diesem Sinne. Weitere Einflüsse auf Wirz und die Arbeit des RVBA kamen dabei auch von den damals bereits weit verbreiteten Ideen des Schweizer Arztes Max Bircher-Benner und des Hygienikers Werner Kollath.
Der Reichsvollkornbrotausschuss wurde am 1. September 1939 gegründet. Die Initiative dazu ging von Reichsgesundheitsführer Leonardo Conti aus. Dieser war selbst ein erklärter Anhänger des Vollkornbrotes und erklärte die Arbeit des Reichsvollkornbrotausschusses 1940 für kriegswichtig, da die Selbstversorgung im Krieg durch das gesunde Vollkornbrot gewährleistet werde:

„Die Forderungen der Ernährungswirtschaft und der Gesundheitsführung [werden] bestens übereinstimmen […] Der Kampf um das Vollkornbrot ist ein Kampf um die Volksgesundheit“

Im RVBA waren Vertreter von über 40 Institutionen versammelt, darunter der Reichsnährstand, das Reichsministerium für Ernährung, die Kanzlei des Führers, die Vierjahresplanbehörde und das Oberkommando der Wehrmacht. Unter dem Vorsitz von Franz Wirz fungierte der Arzt Bruno Gondolatsch als Geschäftsführer. Die Geschäftsstelle befand sich in Berlin in einem Gebäude der Charité (Robert-Koch-Platz 7). Organisatorisch war der RVBA dem Hauptamt für Volksgesundheit der NSDAP und somit auch dem Nationalsozialistischen Deutschen Ärztebund unterstellt.

## Die „Vollkornbrotaktion“
Der RVBA betrieb planmäßig Propaganda für den Verzehr von Vollkornbrot (vor allem Roggenbrot). Unter anderem initiierte der Ausschuss im ganzen Land die Reichsaktion für die Hebung des Vollkornbrotverzehrs, die von den offiziellen Stellen der NSDAP maßgeblich unterstützt wurde. So wurden im gesamten Reich Gausachbearbeiter für die Vollkornbrotaktion ernannt (z. B. übernahm im Gau Franken der prominente Arzt Karl Kötschau diese Funktion).
Die Werbung des RVBA begann mit Pressetexten, die in den staatlich gelenkten Medien publiziert wurden und insbesondere die gesundheitsfördernde Wirkung des Vollkornbrotes unterstrichen. Weißbrot wurde als unnatürliches, „chemisches“ Produkt dargestellt, der übermäßige Verzehr von Fleisch und Fett mit Adipositas und Krebserkrankungen in Zusammenhang gebracht und das Vollkornbrot als gesunde und überdies kostengünstige Alternative angepriesen. Auch mit Plakaten und Kurzfilmen in Kinos wurde für das Vollkornbrot geworben.
Des Weiteren wurden einheitliche Richtlinien für Vollkornbrot erarbeitet und im gesamten Reich Vollkornbrot-Schulungen durchgeführt. Bäcker, deren Produkte einer Überprüfung durch den RVBA genügten, durften sich als Vollkornbrotbäcker bezeichnen und ihr Vollkornbrot mit dem offiziellen Gütezeichen in Form einer Lebensrune (siehe Abbildung) kennzeichnen.
1941 existierten schon mehr als 20.000 Vollkornbrot-Bäckereien, im Jahr 1943 waren bereits 23 % aller Bäckereien anerkannte Vollkornbrotbetriebe.
Der Reichsvollkornbrotausschuss war bis April 1945 aktiv. Einige seiner Proponenten (darunter auch Franz Wirz) konnten nach dem Krieg in der Deutschen Gesellschaft für Ernährung Fuß fassen.